# Vasco da Gama
Vasco da Gama, conde da (de) Vidigueira (Sines, ca. 1460/1469-Cochín, India, 24 de diciembre de 1524), fue un célebre navegante y explorador portugués, y el primer europeo en llegar a la India por mar.En la era de los descubrimientos destacó por haber sido el comandante de los primeros barcos que navegaron directamente desde Europa hasta la India para descubrir una ruta comercial directa entre estas dos regiones. Fue el viaje oceánico más largo realizado hasta ese momento, por la que fue denominada ruta de las indias.
Su viaje inicial a la India, vía el Cabo de Buena Esperanza(1497–1499), fue el primero en unir Europa y Asia por una ruta marítima, conectando los océanos Atlántico e Índico. Esto se considera ampliamente como un hito en la historia mundial, en tanto marcó el comienzo de una fase marítima de multiculturalismo global.El descubrimiento de la ruta marítima a la India por parte de Vasco da Gama abrió paso a una era de imperialismo global y permitió a los portugueses establecer un gran imperio colonial a lo largo de la ruta entre África y Asia. Viajar por la ruta marítima le permitió a los portugueses evitar navegar a través del altamente disputado mar Mediterráneo y atravesar la peligrosa península arábiga. 
Tras décadas de marineros intentando llegar a las Indias, perdiéndose miles de vidas y docenas de barcos en naufragios y ataques, Vasco da Gama llegó a Calicut el 20 de mayo de 1498. El acceso sin oposición a las rutas de especias indias dio un impulso a la economía del Imperio portugués, que previamente estaba centrado a lo largo del norte y las costas de África occidental. Las principales especias que se obtuvieron del sudeste asiático eran la pimienta y la canela, pero pronto incluyeron otros productos, todos nuevos para Europa. Portugal mantuvo un monopolio comercial sobre estos bienes por varias décadas. No fue sino hasta un siglo después que otras potencias europeas, primero la República neerlandesa e Inglaterra, y luego Francia y Dinamarca, fueron capaces de desafiar el monopolio y supremacía naval portugueses en la ruta del Cabo.
Vasco da Gama comandó dos de las Armadas de la India portuguesas, la primera y la cuarta. Esta última fue la más grande y partió a la India cuatro años después de que da Gama regresara de su primera. Al final de su vida, durante un breve período en 1524, fue gobernador de la India portuguesa con el título de virrey.También recibió el título de Conde de Vidigueira en 1519. Sigue siendo una figura prominente en la historia de la exploración, y homenajes a lo largo de todo el mundo han celebrado sus exploraciones y logros. La epopeya nacional portuguesa Os Lusíadas fue escrita en su honor por Luís de Camões.

## Juventud
Vasco de Gama nació alrededor de 1460 o de 1469, en Sines, en la costa suroeste de Portugal, probablemente en una casa cercana a la iglesia de Nossa Senhora das Salas. Sines, uno de los pocos puertos en la costa del Alentejo, era entonces una pequeña aldea de casas habitadas por pescadores.
Vasco de Gama era hijo de Estêvão de Gama, quien en 1460 era caballero de la casa de Fernando de Portugal, duque de Viseu. Fernando lo nombró alcalde de Sines y le permitió recibir un pequeño ingreso de los impuestos sobre la fabricación de jabón en Estremoz. Estêvão da Gama estaba casado con Isabel Sodré, hija de João Sodré (también conocido como João de Resende). Sodré, que era de ascendencia inglesa, tenía vínculos con la familia de Diego, duque de Viseu, gobernador de la Orden de Cristo e hijo de Fernando de Portugal.
Poco se sabe sobre los primeros años de Vasco da Gama. El historiador portugués Teixeira de Aragão ha sugerido que habría estudiado en Évora, donde puede haber aprendido matemáticas y navegación. Es evidente que Vasco da Gama conocía bien la astronomía, y es posible que estudiara con el astrónomo judeoespañol Abraham Zacuto.
En 1492, el rey D. Juan II de Portugal envió a Vasco da Gama al puerto de Setúbal, al sur de Lisboa, para capturar en el Algarve navíos franceses en represalia por los actos de vandalismo realizados en tiempos de paz contra la navegación portuguesa, una tarea que Vasco da Gama llevó a cabo rápida y eficientemente.

## Primer viaje: descubrimiento de la ruta marítima a la India (1497-1499)

### Antecedentes
Desde principios del siglo XV, los portugueses, impulsados por el infante Enrique, venían profundizando en el conocimiento de la costa africana. Desde la década de 1460, el objetivo era conseguir contornear la punta sur del continente africano para así acceder a las riquezas de la India —pimienta negra, canela y otras especias— estableciendo una ruta marítima fiable. La República de Venecia había dominado gran parte de las rutas comerciales entre Europa y Asia, pero desde 1453, con la toma de Constantinopla por los otomanos, el comercio se había limitado y aumentado los costes.
Cuando Vasco da Gama tenía unos diez años, estos planes a largo plazo estaban a punto de ser alcanzados: Bartolomé Díaz había vuelto de doblar el cabo de Buena Esperanza, después de explorar el río do Infante (el Gran Río Fish, en la actual Sudáfrica) y tras haber comprobado que la costa se extendía hacia lo desconocido en dirección noreste. Portugal esperaba usar la ruta iniciada por Díaz para romper el monopolio sobre el comercio del Mediterráneo.
Al mismo tiempo, haciendo uso de las expediciones por tierra durante el reinado Juan II de Portugal, que apoyaba la teoría de que la India era accesible por barco desde el océano Atlántico, Pêro da Covilhã y Afonso de Paiva habían sido enviados a través de Barcelona, Nápoles y Rodas a Alejandría, donde, haciéndose pasar por mercaderes, lograron llegar a Adén. Allí se separaron: Paiva se dirigió a Etiopía y murió de peste, sin realizar ningún informe; Covilhã se dirigió a Ormuz y luego a la India, y después volvió por la costa oriental de África, logrando establecer que la ruta a la India era factible. Tampoco regresó nunca más a Portugal, aunque él sí logró hacer llegar su informe a través de emisarios.
Faltaba solo un navegante que demostrara el vínculo entre los resultados de Díaz y Corvilhã para inaugurar una ruta comercial, La Ruta de las Especias, potencialmente lucrativa por el océano Índico. La tarea fue asignada inicialmente por el rey Juan II a Estevão da Gama, el padre de Vasco da Gama. Sin embargo, dado que murió en julio de 1497, el mando de la expedición fue delegado por el nuevo rey Manuel I de Portugal en Vasco da Gama, posiblemente teniendo en cuenta su buen desempeño al proteger los intereses comerciales portugueses de las depredaciones por los franceses a lo largo de la Costa de Oro africana.

### El viaje
D. Manuel I le confió el mando de una pequeña escuadra, con el título de capitão-mor de la flota, y un sábado, el 8 de julio de 1497 zarpó del puerto de Santa Maria de Belém, a orillas del río Tajo (Lisboa), con la intención de bordear la costa africana, doblar el cabo de Buena Esperanza e ir en busca de la India.

Se trataba esencialmente de una expedición de exploración que llevaba cartas del rey D. Manuel I para los reinos que visitasen, padrões para colocar, y que había sido equipada por Bartolomé Díaz con algunos productos que habían probado ser útiles en sus viajes para los trueques con el comercio local. El único testimonio presencial del viaje que sobrevive es un diario de a bordo anónimo, atribuido a Álvaro Velho. (La mayoría de los archivos de la Corona desaparecieron en el gran incendio de Lisboa).

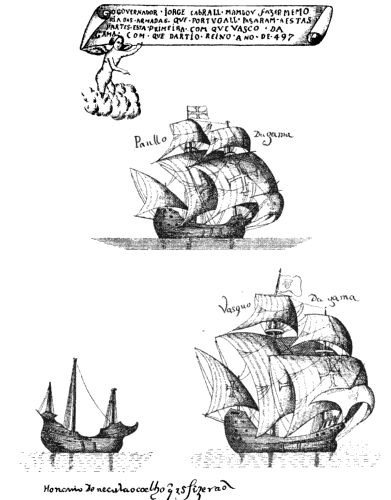
Los navíos de Vasco da Gama: São Gabriel, São Rafael y Bérrio (ca. 1558. Ilustración de Roteiro da viagem, de Álvaro Velho.

Contaba Gama con cerca de ciento setenta hombres, entre marineros, soldados y religiosos, distribuidos en cuatro embarcaciones:
- São Gabriel, una carraca de 27 metros de eslora, 8,5 m de manga y un calado de 2,3 m, con 372 m² de velas y 178 toneladas, construida especialmente para ese viaje y comandada por el propio Vasco da Gama, con una tripulación de unos 60 hombres.
- São Rafael, una nave gemela a la São Gabriel, también construida para este viaje y comandada por Paulo da Gama, hermano mayor del capitán. En el regreso, con una tripulación disminuida ya incapaz de manejar los tres barcos, la nave fue abandonada y posteriormente incendiada en Malindi, continuando viaje sus tripulantes en el Bérrio y la São Gabriel.
- Bérrio, una carabela ligeramente menor que las anteriores, ofrecida por D. Manuel de Bérrio, su propietario, comandada por Nicolau Coelho.
- São Miguel, una carraca para el transporte de suministros, comandada por Gonçalo Nuñes, que iba a ser incendiada en el viaje de ida, cerca de bahía de São Brás (Mossel Bay), en la costa oriental africana.[8]

La expedición zarpó de Lisboa, acompañada de Bartolomé Díaz que siguió en una carabela rumbo hacia San Jorge de la Mina, siguiendo una ruta ya experimentada por los navegantes anteriores a lo largo de la costa africana a través de la isla de Tenerife y del archipiélago de Cabo Verde. Después de alcanzar la costa de la actual Sierra Leona, Vasco da Gama se desvió hacia el sur, por el océano abierto, cruzando la línea del Ecuador, en busca de los vientos del oeste del Atlántico Sur, que Bartolomé Díaz ya había identificado en 1487. Esta maniobra, conocida como la volta do mar, fue exitosa y el 4 de noviembre de 1497 la expedición había llegado de nuevo a la costa africana. Después de más de tres meses, los barcos habían navegado más de 6.000 kilómetros de mar abierto, el viaje más largo conocido hecho en alta mar hasta esa fecha.
El 16 de diciembre, la flota había sobrepasado el llamado rio do Infante (Gran Río Fish en la costa oriental de la actual Sudáfrica), el punto en el que Bartolomé Díaz había regresado anteriormente, navegando a partir de ahí en aguas desconocidas para los europeos. El día de Navidad (Natal), Gama y su tripulación bautizaron la costa por la que navegaban con el nombre de Natal (actual provincia KwaZulu-Natal de Sudáfrica).

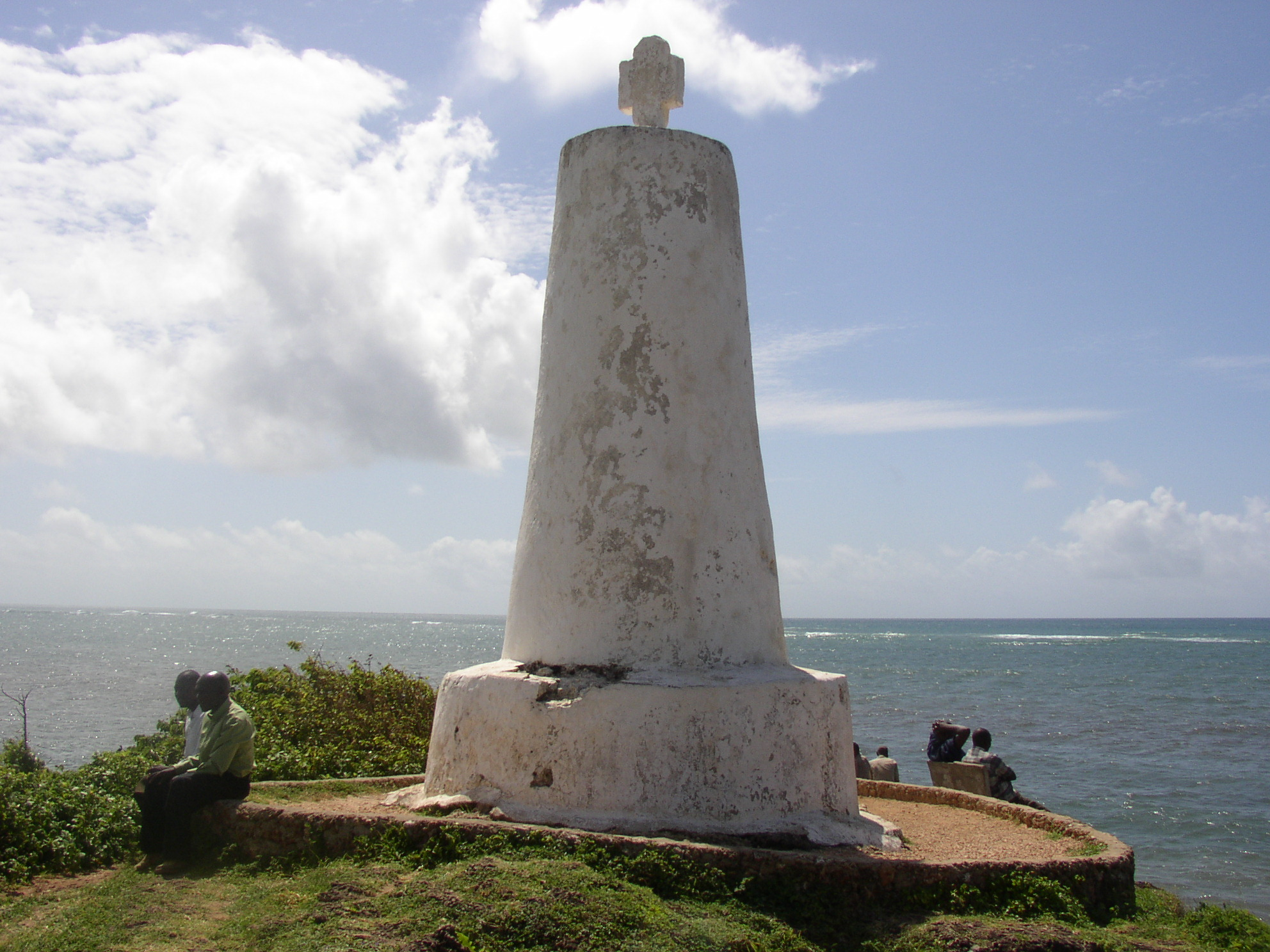
Pilar de Vasco da Gama en Malindi (en la costa de Kenia).

El 2 de marzo de 1498, completando el contorno de la costa africana, la flota llegó a la costa de Mozambique después de haber sufrido fuertes temporales y de que Vasco da Gama hubiera sofocado con mano de hierro una revuelta de los marineros. En la costa de África oriental, los territorios controlados por los musulmanes integraban la red de comercio en el océano Índico. En Mozambique encontraron a los primeros comerciantes indios. Inicialmente bien recibidos por el sultán, que los confundió con los musulmanes, les proporcionaron dos pilotos. Temiendo que la población fuese hostil a los cristianos, pero tratando de mantener el equívoco, después de una serie de malentendidos fueron obligados por una multitud hostil a huir de Mozambique, y zarparon del puerto disparando sus cañones contra la ciudad.
El piloto que el sultán de la isla de Mozambique les proporcionó para conducirle a la India, había sido secretamente instruido para entregar los navíos portugueses a los gobernantes árabes de Mombasa. Una casualidad hizo descubrir la emboscada y Vasco da Gama pudo continuar.
En la costa de la actual Kenia, la expedición saqueó navíos mercantes árabes desarmados. Los portugueses se convirtieron en los primeros europeos en visitar el puerto de Mombasa, pero fueron recibidos hostilmente y se marcharon pronto.
En febrero de 1498, Vasco da Gama siguió hacia el norte, desembarcando en el amistoso puerto de Malindi —rival de Mombasa—, donde fueron bien recibidos por el sultán que les suministró un piloto árabe conocedor del océano Índico, cuyo conocimiento de los vientos monzónicos permitiría guiar la expedición hasta Calicut, en la costa suroeste de la India. Las fuentes difieren en cuanto a la identidad del piloto, identificándolo a veces como un cristiano, un musulmán o un guzerate. Un cuento tradicional describe al piloto como el famoso navegante árabe Ibn Majid, pero relatos contemporáneos sitúan a Ibn Majid en otro lugar en ese momento.

### Llegada a Calicut

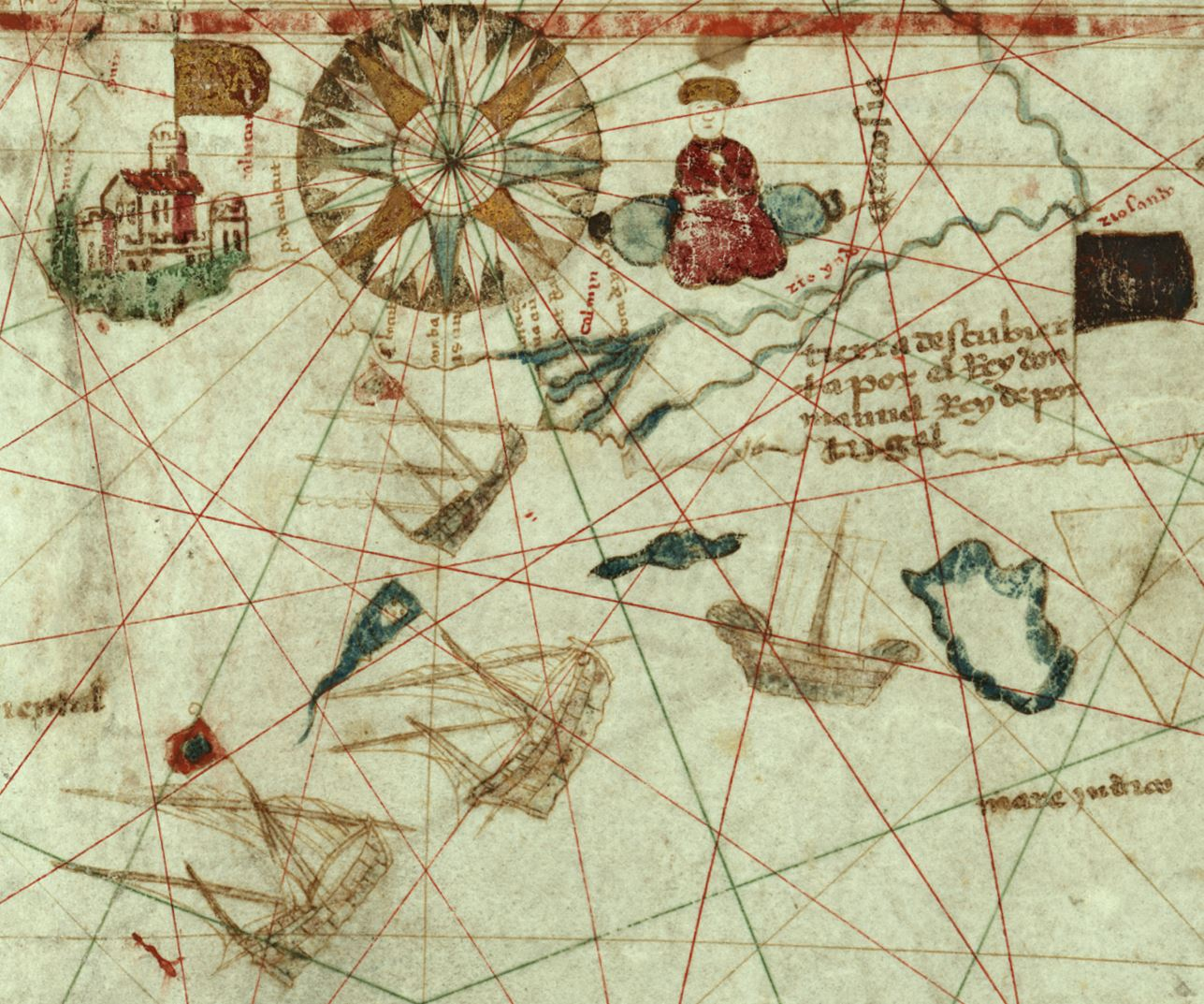
Llegada de los portugueses a la India según el mapa de Juan de la Cosa de 1500.

El 20 de mayo de 1498, la flota llegó a Kappakadavu, cerca de Calicut, en el actual estado indio de Kerala, habiendo establecido la Ruta del Cabo y abriendo la ruta marítima desde Europa hasta la India.
El día después de la llegada, entre una multitud reunida en la playa, fueron recibidos por dos musulmanes tunecinos, uno de los cuales se les dirigió en castellano: «Ao diabo que te dou; quem te trouxe cá?». Y les preguntaron qué iban a buscar tan lejos y les contestaron: «Vimos buscar cristãos e especiaria.», conforme a lo relatado por Álvaro Velho. Al ver las imágenes de los dioses hindúes, Vasco da Gama y sus hombres pensaron que eran de santos cristianos, ya que los musulmanes no tenían imágenes. La creencia en los cristianos de la India, como los llamaban, perduró durante algún tiempo, incluso después del regreso de esta expedición.
Pero las negociaciones con el gobernador local, Samutiri Manavikraman Rajá, zamorín de Calicut, fueron difíciles. Los esfuerzos de Vasco da Gama para conseguir condiciones favorables de comercio se vieron dificultadas por la diferencia de culturas y el bajo valor de sus mercancías, ya que los representantes del zamorín se burlaban de sus ofertas y los comerciantes árabes allí establecidos se resistían viendo la posibilidad de una competencia no deseada. Las mercancías presentadas por los portugueses fueron insuficientes para impresionar al zamorín, en comparación con los bienes de alto valor que se comercializaban allí, lo que causó alguna desconfianza. Los portugueses vendieron finalmente sus productos por debajo del coste para adquirir pequeñas cantidades de especias y joyas para llevar al reino.
Por último, el zamorín se mostró satisfecho con las cartas de D. Manuel I y Vasco da Gama consiguió una carta ambigua de concesión de derechos para comerciar, mas acabó por partir sin aviso después de que el zamorín y su jefe de la Armada, Kunjali Marakkar, insistieran en que dejase todos sus bienes como garantía. Vasco da Gama conservó sus bienes, pero dejó algunos portugueses con órdenes para iniciar la construcción de una factoría.

### Regreso a Portugal

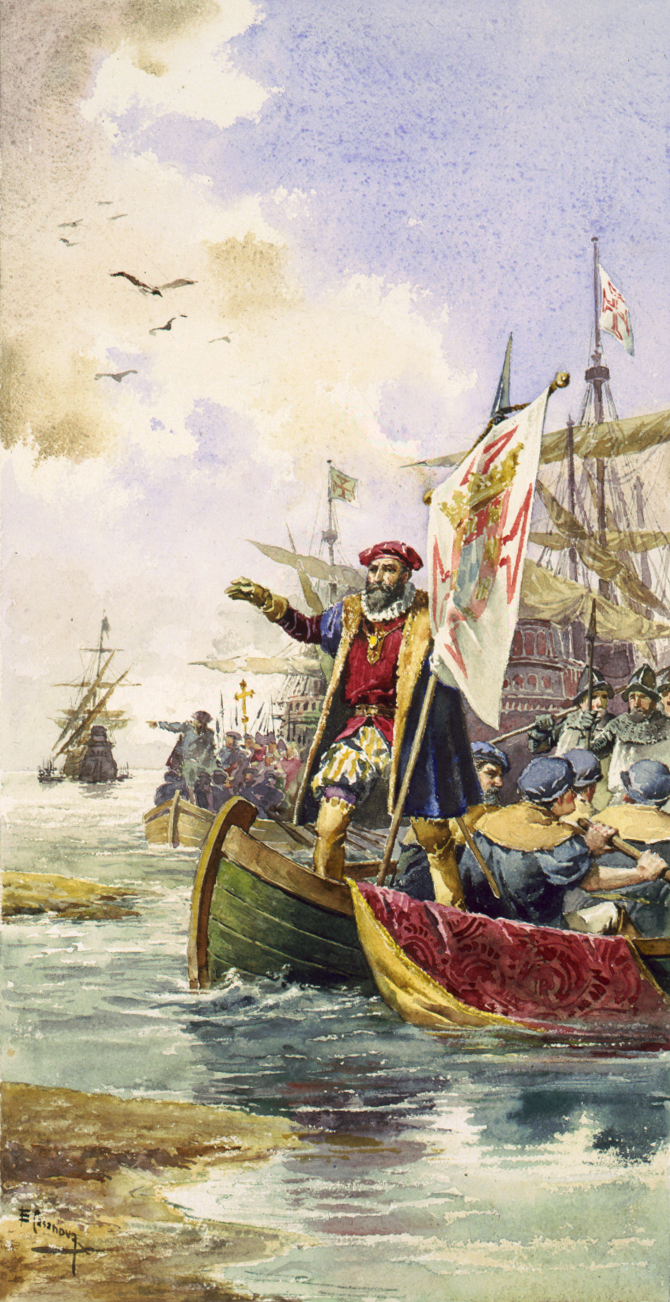
Llegada de Vasco da Gama a Calicut (ilustración de una edición de Os Lusíadas, 1880).

Vasco da Gama comenzó el viaje de regreso el 29 de agosto de 1498. Ansioso por partir, ignoró el conocimiento local acerca de los patrones del monzón que le permitirían navegar. En la Isla Anjadip fueron abordados por un hombre que afirmaba ser cristiano pero que fingía ser un musulmán al servicio de Hidalcão, el sultán de Bijapur. Sospechando que era un espía, lo azotaron hasta que confesó ser un aventurero judío polaco en el Oriente. Vasco da Gama lo apresó y llevó de vuelta a Portugal, donde un año después acabaría siendo su padrino cuando fue bautizado con el nombre de Gaspar Correia, también conocido como Gaspar da Gama.
En el viaje de ida habían cruzado el Índico hasta la India, con la ayuda de los vientos del monzón, en solo 23 días. Al regreso, navegando a vela contra los vientos, consumieron 132 días, estando los barcos atracados en Malindi el 7 de enero de 1499. En esta etapa, alrededor de la mitad de la tripulación superviviente pereció y muchos de los restantes estaban gravemente afectados por el escorbuto. Así, de los 148 hombres que integraban la armada, solo 55 regresaron a Portugal, y solo dos de los barcos que dejaron el Tajo lograron retornar. La carabela Berrío, siendo más ligera y más rápida, fue la primera en regresar a Lisboa, donde arribó el 10 de julio de 1499, bajo el mando de Nicolau Coelho y teniendo como piloto a Pêro Escobar, que más tarde acompañaría a la flota de Pedro Álvares Cabral en su viaje en el que informaron del descubrimiento de Brasil en abril de 1500. Luego, en agosto, llegó la Sao Gabriel, al mando de João de Sá, ya que Gama había abandonado el barco en la isla de Santiago, en Cabo Verde, donde fletó una carabela para llevar a su hermano enfermo, Paulo da Gama, a la isla Terceira, en las Azores, con la esperanza de poder salvarle.
Vasco da Gama volvió a Lisboa en septiembre de 1499, un mes después que sus compañeros, pues tuvo que enterrar a su hermano, fallecido, en las Azores. A su regreso, fue recompensado como el hombre que había conseguido finalizar un plan que les había tomado años cumplir. Recibió el título de «almirante-mor dos Mares das Índia», siéndole concedida una pensión de trescientos mil reales anuales, que pasaría a los hijos que tuviese. También recibió, junto con sus hermanos, el título perpetuo de Dom y dos villas, Sines y Vila Nova de Milfontes.

## Segundo viaje a la India (1502)

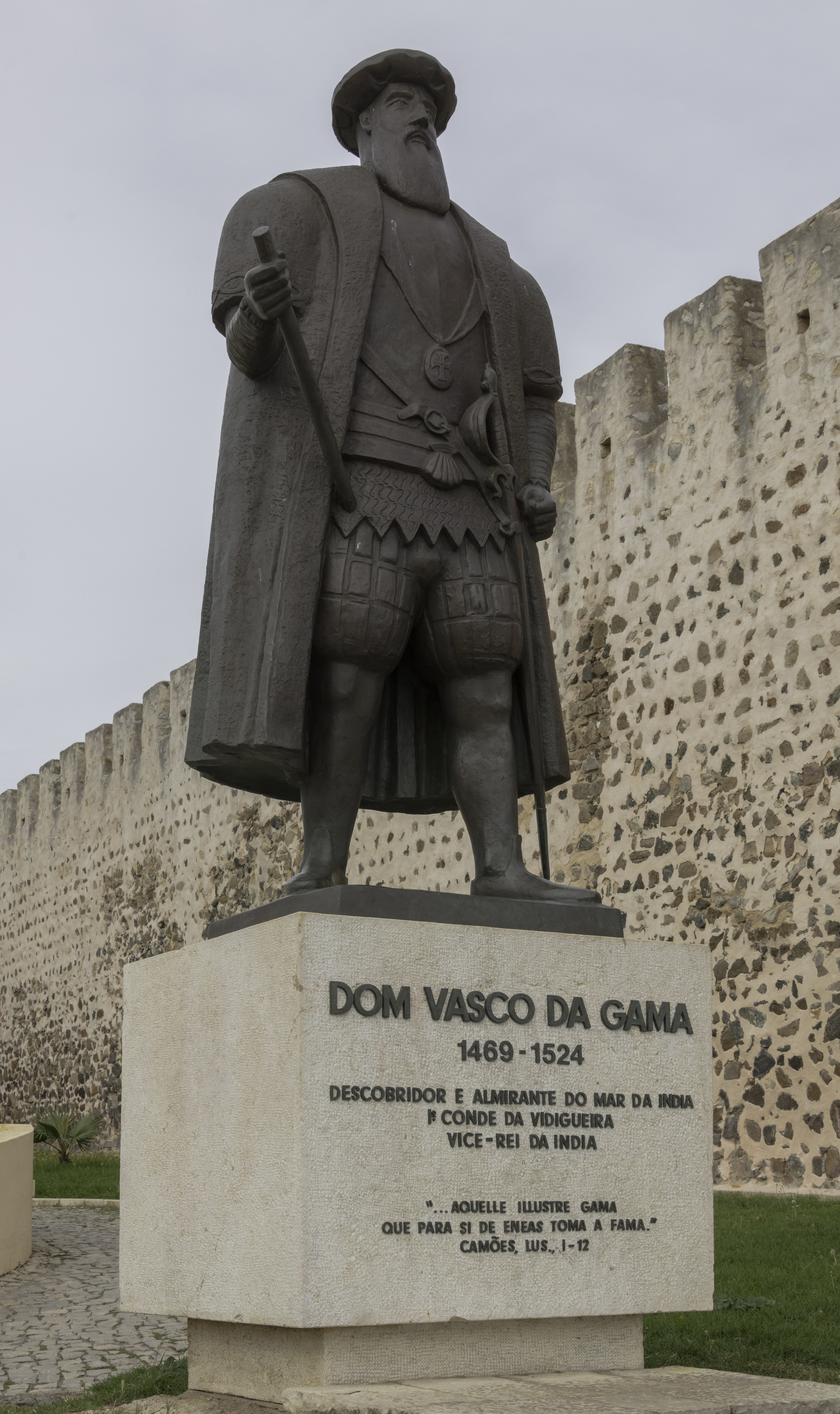
Estatua en su honor en Sines, su ciudad natal.

El 12 de febrero de 1502, Vasco da Gama dirigió una nueva expedición con una flota de veinte buques de guerra, con el propósito de hacer cumplir los intereses portugueses en Oriente. Había sido invitado tras la negativa de Pedro Álvares Cabral, que se desentendió con el rey acerca del mando de la expedición. Este viaje tuvo lugar después del viaje de la segunda flota a la India, dirigida por Cabral en 1500, que al desviarse de la ruta hizo el descubrimiento de Brasil. Cuando Cabral llegó a Calicut se encontró con un ambiente hostil por parte de los mercaderes árabes e indios. Siguiendo los métodos de Vasco da Gama, Cabral tomó rehenes y obligó al rajá a concederles garantías por escrito, grabadas en una placa de metal, de que podrían comerciar con seguridad. Acto seguido establecieron en tierra una factoría dirigida por Aires Correia. No obstante, a causa de la abrogación de su acuerdo, que les concedía prioridad en la obtención de especias, Cabral ordena capturar un barco árabe que salía del puerto con un cargamento de especias. Los comerciantes respondieron matando a Aires Correia y destruyeron las mercancías descargadas. Como respuesta Cabral ordenó bombardear Calicut y se dirigió al sur, hacia Cochin, un pequeño reino rival, donde fue recibido calurosamente por el rajá, regresando de vuelta a Europa con un exiguo cargamento que no compensaría las pérdidas de la expedición, lo que supondría la caída en desgracia de Cabral.
Gama tomó y exigió un tributo a la isla de Kilwa en el África oriental, uno de los puertos de dominio árabe que habían combatido contra los portugueses, convirtiéndola en tributaria de Portugal. Con el oro proveniente de las 500 monedas impuestas, como tributo de vasallaje al rey de Portugal, por Vasco da Gama al régulo de Kilwa (actual Kilwa Kisiwani, en Tanzania) el rey Manuel I mandó hacer la Custodia de Belén para el monasterio de los Jerónimos.
En este viaje se dio el primer registro conocido de avistamiento europeo de las islas Seychelles, que Vasco da Gama nombró islas Amirante (Ilhas Amirante) en su propio honor.
Vasco da Gama partió con el fin de instalar el centro portugués y una fábrica en Cochin, después de los esfuerzos consecutivos de Cabral y João da Nova. Los portugueses bombardearon nuevamente Calicut y destruyeron los puestos comerciales árabes.
Con el fin de vengarse por los portugueses muertos en Calicut en su primer viaje, después de llegar al norte del océano Índico, Vasco da Gama esperó para capturar un navío que regresaba de La Meca con importantes mercaderes musulmanes, el Miri, apoderándose de todas las mercancías, para luego prenderlo fuego, quemando vivos a todos sus pasajeros. Se trataba de un barco que transportaba a varios cientos de fieles islamistas que peregrinaron en la ciudad santa de Arabia; el almirante abordó la embarcación y la quemó con todos sus viajeros a bordo. Las crónicas de la época aseguraron que murieron unas cuatrocientas personas. Tras el acto de barbarie, que conmocionó a los cronistas contemporáneos, el zamorín aceptó firmar un tratado cuando Da Gama llegó a Calicut, el 30 de octubre de 1502.
El 1 de marzo de 1503 comenzó la guerra entre el zamorín de Calicut y el rajá de Cochin. Sus navíos asaltaron a los barcos mercantes árabes, destruyendo también una flota de 29 barcos de Calicut. Después de esta batalla, recibieron importantes concesiones comerciales favorables del zamorín. Vasco da Gama fundó la colonia portuguesa de Cochin, en India, regresando a Portugal en septiembre de 1503, tras eliminar a los rivales árabes del Índico e instaurar la hegemonía marítima portuguesa en la zona. Parte de su flota se quedó en la India bajo las órdenes de Vicente Sordré, tío de Vasco de Gama, con la misión de proteger las fábricas portuguesas, entre ellos el Esmeralda y el São Pedro que naufragaron en mayo de 1503 frente a las costas de Omán.

## Tercer viaje a la India (1524)

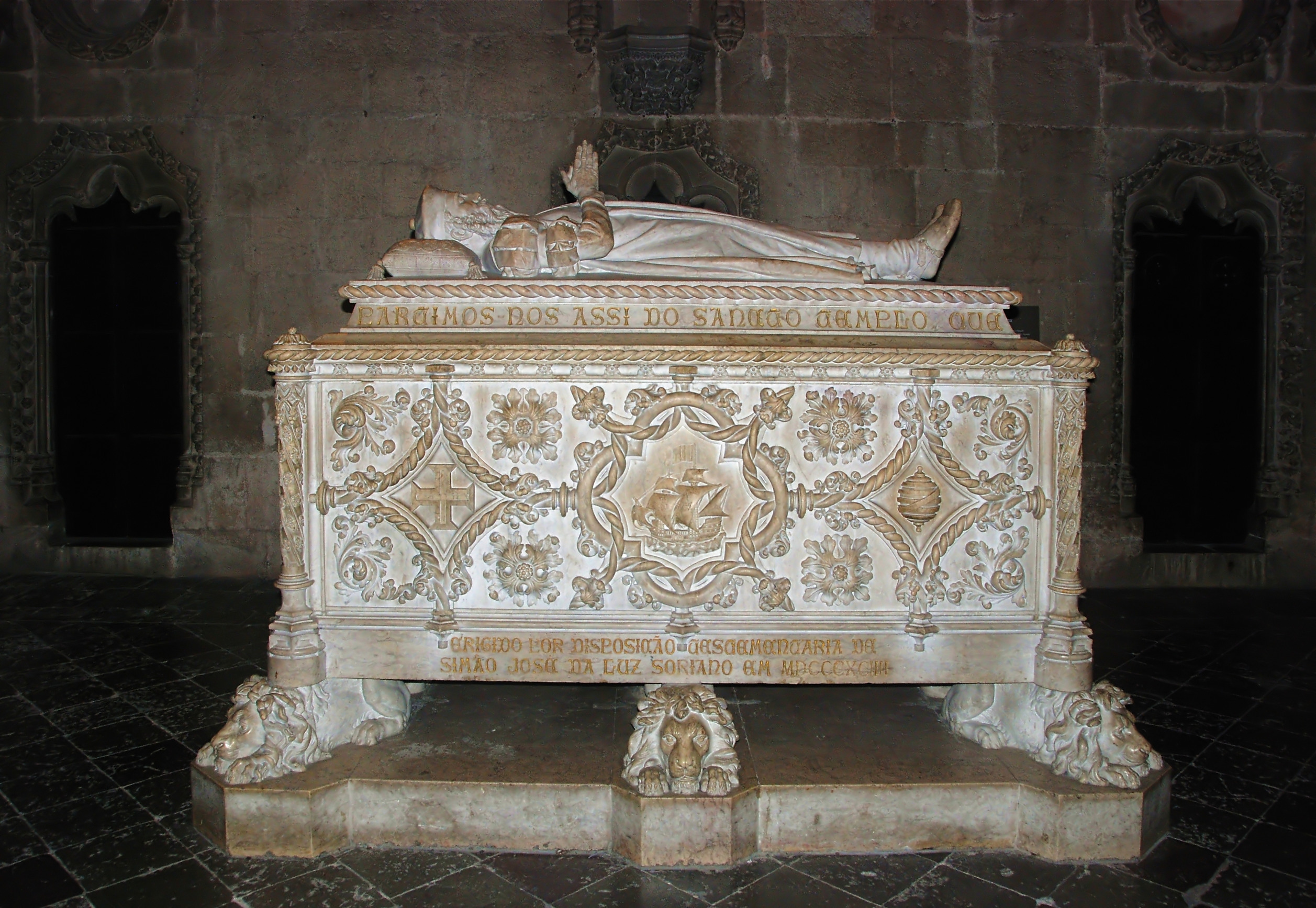
Tumba de Vasco da Gama en el monasterio de los Jerónimos de Belém.

En 1519 fue nombrado primer conde de Vidigueira por el rey Manuel I, con sede en un terreno comprado a don Jaime I de Braganza, duque de Braganza, que el 4 de noviembre cedió las villas de Vidigueira e Vila de Frades a Vasco da Gama, sus herederos y sucesores, así como todos los ingresos y privilegios relacionados, siendo el primer conde portugués sin sangre real.
Habiendo adquirido una reputación de temible «solucionador» de problemas en la India, Vasco da Gama fue enviado de regreso en 1524, tras permanecer alejado de la navegación durante casi veinte años. El objetivo era que sustituyese al virrey Duarte de Meneses, cuyo gobierno había sido desastroso. En el viaje, Gama contrajo la malaria poco después de llegar a Goa. Como gobernador y segundo virrey de la India portuguesa actuó con rigidez y logró imponer el orden, pero murió en la ciudad de Cochin en la víspera de Navidad de 1524.
Fue enterrado en la iglesia de San Francisco, en Cochin. En 1539 sus restos mortales fueron trasladados a Portugal, concretamente a la iglesia de un convento carmelita, ahora conocido como Quinta do Carmo (y ahora propiedad privada), cerca de la aldea alentejana de Vidigueira, como conde de Vidigueira de derecho y heredad desde 1519. En este convento estuvieron sus restos hasta 1880, cuando fueron trasladados al monasterio de los Jerónimos de Belém, que se construyó poco después de su primer viaje, con los primeros beneficios del comercio de especias, estando junto a la tumba de Luís Vaz de Camões. Algunos argumentan, sin embargo, que los huesos de Vasco da Gama se encuentran aún en la ciudad alentejana. Como testimonio del traslado de los huesos, enfrente de la estatua del navegador en Vidigueira, existe una antigua Escuela Primaria Vasco da Gama (cuya construcción se utilizó como moneda de cambio para obtener el permiso para llevar a cabo el traslado en la época), donde está instalado el Museo Municipal de Vidigueira.

## Matrimonio y descendencia
Vasco da Gama y su mujer, Catarina de Ataíde, tuvieron seis hijos y una hija:
- Francisco da Gama, que heredó los títulos de su padre como segundo conde de Vidigueira y el «segundo almirante de los mares de la India, Arabia y Persia»". Permaneció en Portugal.
- Esteban de Gama, después de su fallido plazo 1524 como capitán de patrulla de la India, fue nombrado para un mandato de tres años como capitán de Malaca, que sirvió desde 1534 hasta 1539 (incluye los dos últimos años del plazo de su hermano de Paulo). Fue nombrado posteriormente como el 11.º gobernador de la India desde 1540 hasta 1542.
- Paulo da Gama, capitán de Malaca en 1533-1534, muerto en un combate naval de Malaca.
- Cristóbal de Gama, capitán de la flota de Malaca 1538-1540; nominado al éxito en Malaca, pero ejecutado por Ahmad ibn Ibrihim al-Ghazi durante la Guerra Etíope-Adal en 1542.
- Pedro da Silva da Gama, capitán designado de Malaca en 1548-1552.
- Álvaro d'Ataide, nombrado capitán de la flota de Malaca en la década de 1540, fue capitán de la propia Malaca 1552-1554 (es uno de los personajes de la obra El alcalde de Zalamea).
- Isabel d'Ataide da Gama, su única hija, se casó con Ignacio de Noronha, hijo del primer conde de Linhares.

La línea masculina se extinguió en 1747 y el título fue heredado a través de la línea femenina.

## Títulos y honores

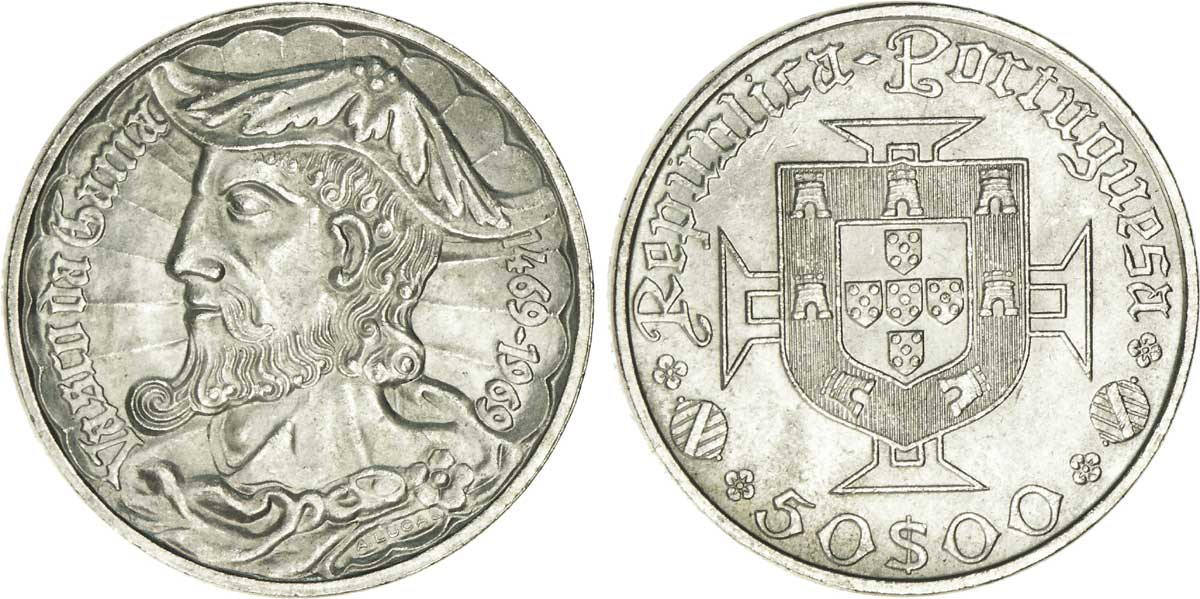
Vasco da Gama

Durante sus muchos años al servicio de la Corona portuguesa, da Gama fue recompensado con muchos títulos diferentes, distinciones y oficios:
- Almirante del Mar de Arabia, Persia, la India y todo el Oriente - Título como jefe de las Armadas de la India
- Segundo virrey de la India – Título del cargo como jefe colonial de India portuguesa
- Primer conde de Vidigueira - Título de la nobleza portuguesa

## Su legado

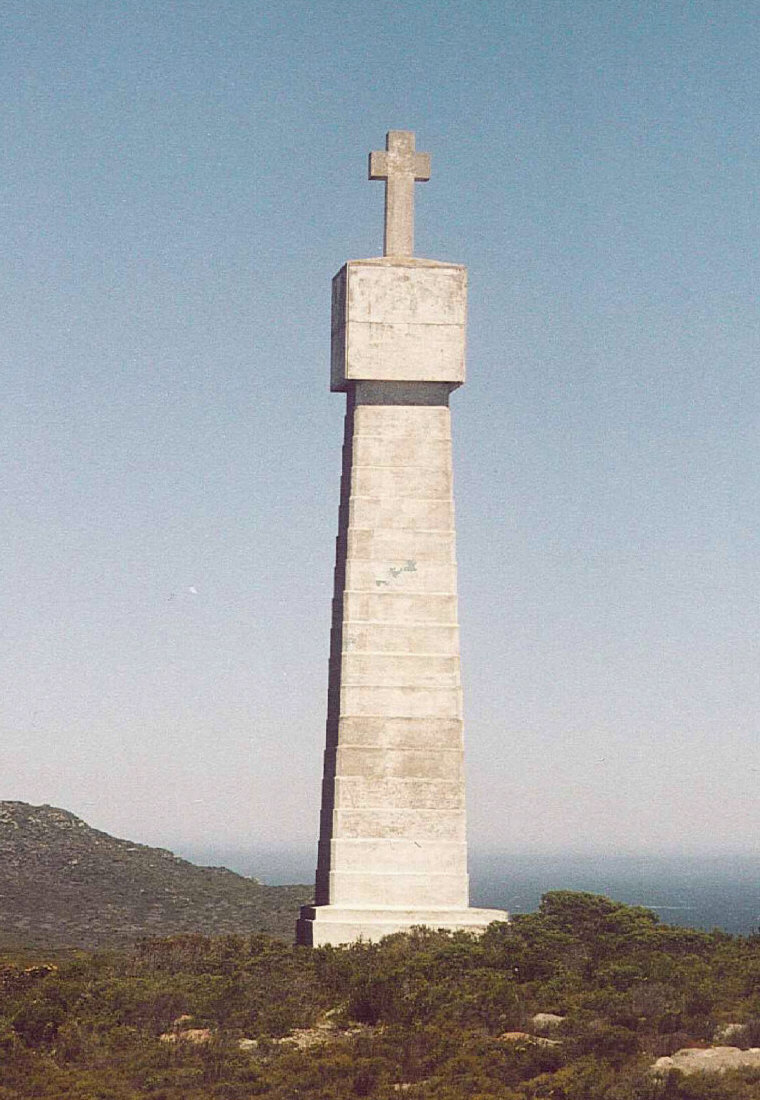
Reproducción de la cruz que Vasco da Gama colocó en el cabo de Buena Esperanza.

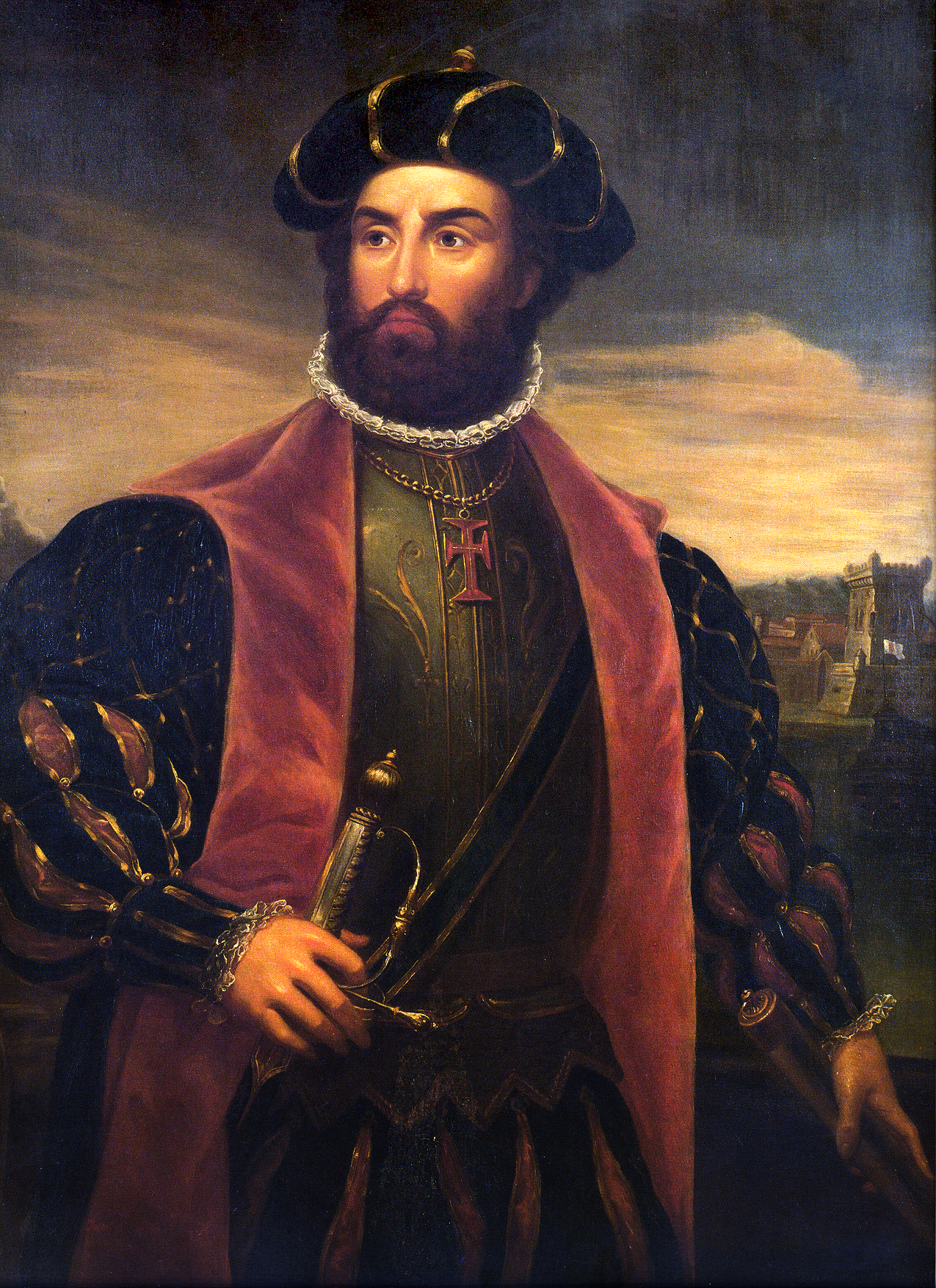
Retrato de Vasco da Gama de António Manuel da Fonseca (1838)

Vasco da Gama es uno de los exploradores más famosos y celebrados de la Era de los descubrimientos. Después de Enrique el Navegante, fue responsable del éxito de Portugal como una de las primeras potencias colonizadoras. Además del hecho mismo de su primer viaje, fue su astuta mezcla de política y guerra al otro lado del mundo lo que puso a Portugal en una posición destacada en el comercio transíndico. Tras el viaje inicial de Vasco da Gama, la Corona portuguesa se dio cuenta de que asegurarse puestos de avanzada a lo largo de la costa oriental africana sería vital para mantener rutas comerciales nacionales con el lejano oriente.
Sin embargo, la fama de Vasco da Gama se ve atemperada por incidentes y actitudes tales como las que mostró en el notorio Incidente del barco de peregrinos musulmanes discutido previamente. 
La epopeya nacional portuguesa, Os Lusíadas de Luís Vaz de Camões se refiere en gran parte a los viajes de Da Gama.
La grand ópera de 1865 L'Africaine: Opéra en Cinq Actes, compuesta por Giacomo Meyerbeer a partir de un libreto de Eugène Scribe, incluye de forma destacada el personaje de Vasco da Gama. Sin embargo, los hechos representados son ficticios. El título provisional de Meyerbeer para la ópera era Vasco da Gama. Una producción de 1989 de la Ópera de San Francisco contó con el célebre tenor Plácido Domingo en el papel de da Gama. El compositor del siglo XIX Louis-Albert Bourgault-Ducoudray compuso en 1872 una ópera homónima basada en la vida de da Gama y sus hazañas en el mar.
Llevan el nombre de Vasco da Gama:
- Una ciudad portuaria en Goa;
- El cráter lunar Vasco da Gama lleva este nombre en su memoria;[33]
- Tres equipos de fútbol de Brasil y un equipo de Goa, el Vasco Sports Club;
- Una iglesia en Kochi;
- Un puente y una torre en Lisboa.

Vasco da Gama ocupa el puesto 86 en la lista Los 100, las figuras más influyentes de la historia según Michael H. Hart.
En 1994 fue representado en los billetes portugueses de 5000 escudos. En 1998 los proyectos preparados para celebrar el V Centenario de la llegada de Vasco da Gama a la India por parte del gobierno de Portugal tuvieron que ser abandonados debido a la cólera pública que suscitó el acontecimiento.